# Desmatodon mucronifolius
Desmatodon mucronifolius là một loài rêu trong họ Pottiaceae. Loài này được (Schwägr.) Mitt. mô tả khoa học đầu tiên năm 1859.